# TIAF1
TIAF1 (англ. TGFB1-induced anti-apoptotic factor 1) – білок, який кодується однойменним геном, розташованим у людей на короткому плечі 17-ї хромосоми. Довжина поліпептидного ланцюга білка становить 115 амінокислот, а молекулярна маса — 12 414.
| 10         |  | 20         |  | 30         |  | 40         |  | 50         |
| ---------- |  | ---------- |  | ---------- |  | ---------- |  | ---------- |
| MSSPSSPFRE |  | QSFLCAAGDA |  | GEESRVQVLK |  | NEVRRGSPVL |  | LGWVEQAYAD |
| KCVCGPSAPP |  | APTPPSLSQR |  | VMCNDLFKVN |  | PFQLQQFRAD |  | PSTASLLLCP |
| GGLDHKLNLR |  | GKAWG      |  |            |  |            |  |            |

A: Аланін

C: Цистеїн

D: Аспарагінова кислота

E: Глутамінова кислота

F: Фенілаланін

G: Гліцин

H: Гістидин

K: Лізин

L: Лейцин

M: Метіонін

N: Аспарагін

P: Пролін

Q: Глутамін

R: Аргінін

S: Серин

T: Треонін

V: Валін

W: Триптофан

Задіяний у такому біологічному процесі, як апоптоз. 
Локалізований у ядрі.